# Lars Wouters van den Oudenweijer
Lars Wouters van den Oudenweijer (23 juni 1977) is een Nederlands klarinettist.

## Levensloop
Wouters van den Oudenweijer studeerde bij Charles Neidich aan de Juilliard School in  New York met beurzen van het Fulbright-programma, het Fonds voor de Podiumkunsten, en het Nuffic. 
Wouters van den Oudenweijer haalde eerste prijzen bij een aantal nationale en internationale concoursen. In 1999 werd hem de Philip Morris Kunstprijs in de categorie muziek toegekend. 
Hij maakte zijn debuut met een recital in het Concertgebouw in Amsterdam in 1999. In het seizoen 2001-2002 speelde hij in de concertserie Rising Stars in New York en Brussel, Wenen, Amsterdam, Athene, Keulen, Birmingham, Londen, Parijs en Stockholm en is sindsdien regelmatig te zien op de Internationale podia. Wouters van den Oudenweijer speelde metstrijkkwartetten als Skampa, Ad libitum, Danel, Manderling en werkte samen met Altenberg Klaviertrio Wien.
Wouters van den Oudenweijer speelde solo bij symfonieorkesten in Nederland en daarbuiten, waaronder het Rotterdams Philharmonisch Orkest, het Nederlands Kamerorkest, het Brabants Orkest, het Orkest van het Oosten, Het Gelders Orkest, Amsterdam Sinfonietta en Philharmonisches Orchester Hagen.
De Griekse componist Theodoris Abaziz droeg het EURO aan hem op, met een wereldpremière in de Carnegie Hall en de Europese première in het Concertgebouw in Amsterdam. In 2005 speelde hij de wereldpremière van het klarinetconcert van Willem Jeths. In 2003 kreeg hij een Edison voor zijn debuut-cd in de categorie Young Masters. Verder nam hij cd's op met werken van Brahms, Hindemith en Reger.
Sinds 2000 is hij de klarinettist bij Spectrum Concerts Berlin en speelt met Lunapark en ensembles als Nieuw Amsterdams Peil en Orlando Wind Quintet. Als hoofdvakdocent is hij verbonden met het Fontys Conservatorium te Tilburg.
- Gemeinsame Normdatei: 139857591
- International Standard Name Identifier: 0000 0000 7888 4724
- Library of Congress Control Number: no2009173997
- MusicBrainz: cfb82040-8f43-45a1-96de-0100dfdcfdb8
- Système universitaire de documentation: 250684470
- Virtual International Authority File: 101578478
- WorldCat: E39PBJg8yDj9RGgFQyXwx9hbVC